# Gérard Du Doyer de Gastels
Gérard Du Doyer de Gastels, né à Champhol le 29 avril 1732 et mort à Paris le 18 avril 1798, est un poète et dramaturge français.

## Biographie
Fils d’un conseiller en la Chambre des comptes et frère d’un conseiller au Parlement, le marquis Du Doyer a été décrit comme un « homme à révolutions » : servant à quinze ans dans le régiment d’Aunis, il en sortit pour se faire oratorien ; il resta sept ans à l’Oratoire et devint janséniste et zélé convulsionnaire, et quitta la communauté avec des sentiments qui le firent bien voir des encyclopédistes.
Il s’adonna à l’étude des sciences et n’en négligea aucune, depuis la théologie qu’il avait étudiée à l’Oratoire, jusqu’à la chimie et aux mathématiques. Les lectures fréquentes qu’il faisait de Bayle achevèrent de le conduire au scepticisme ; il finit par ne plus rien croire sans preuves mathématiques ; mais le flegme de son esprit ne pénétra pas jusqu’à son cœur. Il s’en dégouta et se jeta dans les bras de Fréron.
Dorat eut occasion de lui faire connaitre la comédienne Doligny, jeune actrice du Français, à la conduite toujours irréprochable, dont la vertu fondée sur une figure s’humanisait avec les beaux esprits. Du Doyer s’enflamma pour elle, et lui adressa une épitre en vers, qui a été imprimée dans l’Almanach des Muses de 1766. L’ayant épousée en 1795, il composa quelques pièces de théâtre, et vécut jusqu’à l’âge de 66 ans, toujours épris d’elle et toujours heureux, quoique d’autres documents indiquent qu’ils ne vivaient pas dans une si étroite intimité.

## Œuvres
Dudoyer a fait représenter à la Comédie-Française :
- Laurette, comédie en 2 actes et en vers libres, jouée le 14 septembre 1768 ;
- le Vindicatif, drame en 5 actes et en vers libres, 1774, in-8°, qui a eu quelques représentations ;
- Adélaïde ou l’Antipathie contre l’amour, comédie en 2 actes et en vers de dix syllabes, 1780, in-8°[4] ;
- Diverses poésies dans l’Almanach des Muses ;
- Plusieurs manuscrits, parmi lesquels une tragédie dont on ignore le titre et le sujet.

## Sources
- Émile Campardon, Les Comédiens du roi de la Troupe française pendant les deux derniers siècles, Paris, Honoré Champion, 1879, 336 p. (lire en ligne), p. 222.
- Joseph-François Michaud, Biographie universelle ancienne et moderne, t. 11, Paris, Madame C. Desplaces, 1856, 604 p. (lire en ligne), p. 426.
- L’Intermédiaire des chercheurs et curieux, t. 36, Paris, L’Intermédiaire des chercheurs et curieux, 1897 (lire en ligne), p. 749.